# Лесново
Лесно́во (болг. Лесново) — село в Софійській області Болгарії. Входить до складу общини Єлин Пелин.

## Населення
За даними перепису населення 2011 року у селі проживали 1773 особи.
Національний склад населення села:
| Національність   | Кількість осіб | Відсоток |
| ---------------- | -------------- | -------- |
| болгари          | 1281           | 80,8%    |
| цигани           | 288            | 18,2%    |
| турки            | 7              | 0,4%     |
| інша             | 5              | 0,3%     |
| не визначились   | 5              | 0,3%     |
| Всього відповіли | 1586           |          |

Розподіл населення за віком у 2011 році:
Динаміка населення: